# Gruppo sporadico
In matematica, e in particolare in teoria dei gruppi, con gruppo sporadico si intende un gruppo semplice finito che è uno dei 26 casi eccezionali del teorema di classificazione dei gruppi semplici finiti.
Questo teorema afferma infatti che, se {\displaystyle G} è un gruppo semplice finito allora, {\displaystyle G} è  
- un gruppo con un numero primo di elementi, oppure
- un gruppo alternante {\displaystyle A_{n}} con {\displaystyle n} maggiore di {\displaystyle 5}, oppure
- un gruppo di tipo Lie, oppure
- uno dei 26 gruppi sporadici.

I primi cinque gruppi sporadici furono scoperti da Emile Léonard Mathieu nel 1861 e nel 1873. I successivi furono scoperti tra il 1965 ed il 1975,  generalmente prendono il nome dai loro scopritori.
Per via della loro struttura anomala, i gruppi sporadici sono oggetti matematici che presentano tuttora aspetti misteriosi e, presumibilmente ricchi di interessanti conseguenze. A tal proposito val la pena ricordare il problema del Monstrous moonshine per il Mostro recentemente risolto da Richard Borcherds.

## Lista ed ordini dei gruppi sporadici
I cinque gruppi di Mathieu: 
- {\displaystyle M_{11}}, di ordine {\displaystyle 2^{4}\cdot 3^{2}\cdot 5\cdot 11;}
- {\displaystyle M_{12}}, di ordine {\displaystyle 2^{6}\cdot 3^{3}\cdot 5\cdot 11;}
- {\displaystyle M_{22}}, di ordine {\displaystyle 2^{7}\cdot 3^{2}\cdot 5\cdot 7\cdot 11;}
- {\displaystyle M_{23}}, di ordine {\displaystyle 2^{7}\cdot 3^{2}\cdot 5\cdot 7\cdot 11\cdot 23;}
- {\displaystyle M_{24}}, di ordine {\displaystyle 2^{10}\cdot 3^{3}\cdot 5\cdot 7\cdot 11\cdot 23.}

I quattro gruppi di Janko:
- {\displaystyle J_{1}}, di ordine {\displaystyle 2^{3}\cdot 3\cdot 5\cdot 7\cdot 11\cdot 19;}
- {\displaystyle J_{2}}, di ordine {\displaystyle 2^{7}\cdot 3^{3}\cdot 5^{2}\cdot 7;}
- {\displaystyle J_{3}}, di ordine {\displaystyle 2^{7}\cdot 3^{5}\cdot 5\cdot 17\cdot 19;}
- {\displaystyle J_{4}}, di ordine {\displaystyle 2^{21}\cdot 3^{3}\cdot 5\cdot 7\cdot 11^{3}\cdot 23\cdot 29\cdot 31\cdot 37\cdot 43.}

I tre gruppi di Conway:
- {\displaystyle Co_{3}}, di ordine {\displaystyle 2^{10}\cdot 3^{7}\cdot 5^{3}\cdot 7\cdot 11\cdot 23;}
- {\displaystyle Co_{2}}, di ordine {\displaystyle 2^{18}\cdot 3^{6}\cdot 5^{3}\cdot 7\cdot 11\cdot 23;}
- {\displaystyle Co_{1}}, di ordine {\displaystyle 2^{21}\cdot 3^{9}\cdot 5^{4}\cdot 7^{2}\cdot 11\cdot 13\cdot 23.}

Il gruppo di Higman-Sims:
- {\displaystyle HS}, di ordine {\displaystyle 2^{9}\cdot 3^{2}\cdot 5^{3}\cdot 7.}

Il gruppo di McLaughlin:  
- {\displaystyle HS}, di ordine {\displaystyle 2^{7}\cdot 3^{6}\cdot 5^{3}\cdot 7\cdot 11.}

Il gruppo di Suzuki:
- {\displaystyle Suz}, di ordine {\displaystyle 2^{13}\cdot 3^{7}\cdot 5^{2}\cdot 7\cdot 11\cdot 13.}

Il gruppo di Held:
- {\displaystyle He}, di ordine {\displaystyle 2^{10}\cdot 3^{3}\cdot 5^{2}\cdot 7^{3}\cdot 17.}

Il gruppo di Lyons:
- {\displaystyle Ly}, di ordine {\displaystyle 2^{8}\cdot 3^{7}\cdot 5^{6}\cdot 7\cdot 11\cdot 31\cdot 37\cdot 67.}

Il gruppo di Rudvalis:
- {\displaystyle Ru}, di ordine {\displaystyle 2^{14}\cdot 3^{3}\cdot 5^{3}\cdot 7\cdot 13\cdot 29.}

Il gruppo di O'Nan:
- {\displaystyle O'N}, di ordine {\displaystyle 2^{9}\cdot 3^{4}\cdot 5\cdot 7^{3}\cdot 11\cdot 19\cdot 31.}

I tre gruppi di Fischer:
- {\displaystyle Fi_{22}}, di ordine {\displaystyle 2^{17}\cdot 3^{9}\cdot 5^{2}\cdot 7\cdot 11\cdot 13;}
- {\displaystyle Fi_{23}}, di ordine {\displaystyle 2^{18}\cdot 3^{13}\cdot 5^{2}\cdot 7\cdot 11\cdot 13\cdot 17\cdot 23;}
- {\displaystyle Fi_{24}'}, di ordine {\displaystyle 2^{21}\cdot 3^{16}\cdot 5^{2}\cdot 7^{3}\cdot 11\cdot 13\cdot 17\cdot 23\cdot 29.}

Il gruppo di Harada-Norton:
- {\displaystyle HN}, di ordine {\displaystyle 2^{14}\cdot 3^{6}\cdot 5^{6}\cdot 7\cdot 11\cdot 19.}

Il gruppo di Thompson:
- {\displaystyle Th}, di ordine {\displaystyle 2^{15}\cdot 3^{10}\cdot 5^{3}\cdot 7^{2}\cdot 13\cdot 19\cdot 31.}

Il Baby Mostro:
- {\displaystyle B}, di ordine {\displaystyle 2^{41}\cdot 3^{13}\cdot 5^{6}\cdot 7^{2}\cdot 11\cdot 13\cdot 17\cdot 19\cdot 23\cdot 31\cdot 47.}

Il Mostro di Fischer-Griess:
- {\displaystyle M}, di ordine {\displaystyle 2^{46}\cdot 3^{20}\cdot 5^{9}\cdot 7^{6}\cdot 11^{2}\cdot 13^{3}\cdot 17\cdot 19\cdot 23\cdot 29\cdot 31\cdot 41\cdot 47\cdot 59\cdot 71.}

## Relazioni tra i gruppi sporadici
Può essere interessante notare che, contrariamente a quanto il loro nome possa far supporre, i gruppi sporadici hanno diversi legami tra loro e con gli altri gruppi semplici finiti. Ad esempio {\displaystyle M_{11}} può venire costruito a partire dall'automorfismo esterno eccezionale di {\displaystyle Alt_{6}} e tutti i gruppi di Mathieu possono essere costruiti ricorsivamente come gruppi di automorfismi di sistemi di Steiner. {\displaystyle Co_{1}} è il quoziente modulo un centro di ordine {\displaystyle 2} del gruppo degli automorfismi del Reticolo di Leech (un reticolo intero {\displaystyle 24}-dimensionale di uno spazio euclideo di dimensione 24). Come stabilizzatori di certi sottoreticoli di dimensione {\displaystyle 1} e {\displaystyle 2} del Reticolo di Leech si possono trovare {\displaystyle Co_{2}}, {\displaystyle Co_{3}}, {\displaystyle McL}, {\displaystyle HS}, e come certi sottogruppi locali di {\displaystyle Co_{1}}, anche {\displaystyle J_{2}} e {\displaystyle Suz}. Inoltre il Reticolo di Leech può essere costruito a partire dal sistema di Steiner {\displaystyle S(24,8,5)} associato a {\displaystyle M_{24}}. Esclusi i {\displaystyle 6} gruppi {\displaystyle J_{1}}, {\displaystyle O'N}, {\displaystyle J_{3}}, {\displaystyle Ly}, {\displaystyle Ru} e {\displaystyle J_{4}} (i cosiddetti Pariah), i restanti {\displaystyle 20} gruppi sporadici sono contenuti come sezioni nel Mostro e molti di questi compaiono come fattori di composizione nei sottogruppi locali del Mostro: ad esempio il Baby Mostro e {\displaystyle Co_{1}} compaiono come quozienti di centralizzanti di opportuni elementi di ordine {\displaystyle 2} del Mostro, similmente nei normalizzanti dei sottogruppi di ordine {\displaystyle 3} compaiono {\displaystyle Fi_{24}'} e {\displaystyle Suz} e, per opportuni sottogruppi di ordine {\displaystyle 5}, {\displaystyle 7} e {\displaystyle 11} si possono trovare in modo analogo rispettivamente {\displaystyle J_{2}}, {\displaystyle He} e {\displaystyle M_{12}}. Allo stesso modo, nelle sezioni di sottogruppi locali del Baby Mostro si possono inoltre trovare: {\displaystyle Co_{2}} e {\displaystyle HN} nei centralizzanti di elementi di ordine {\displaystyle 2}, {\displaystyle Fi_{22}} nei normalizzanti di opportuni elementi di ordine {\displaystyle 3} e {\displaystyle HS} in quelli di ordine {\displaystyle 5}.